# Cohors II Ulpia Galatarum

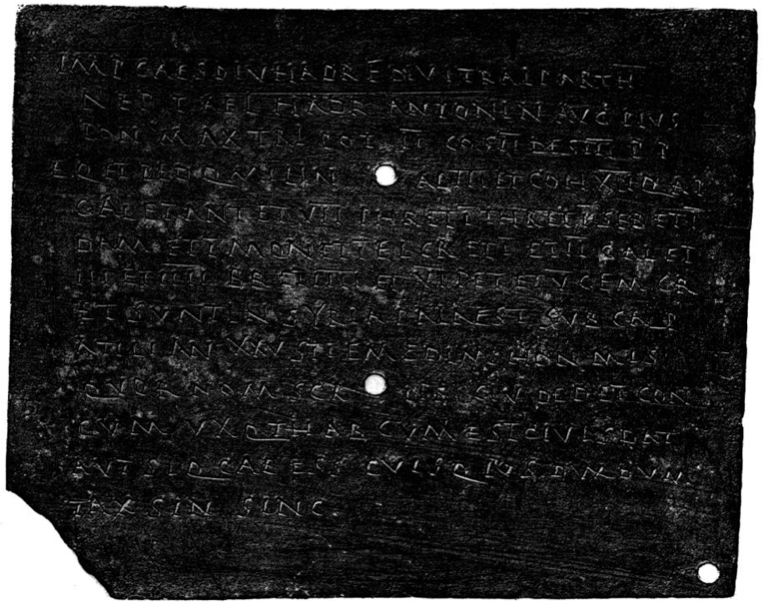
Das Militärdiplom von 139 n. Chr.

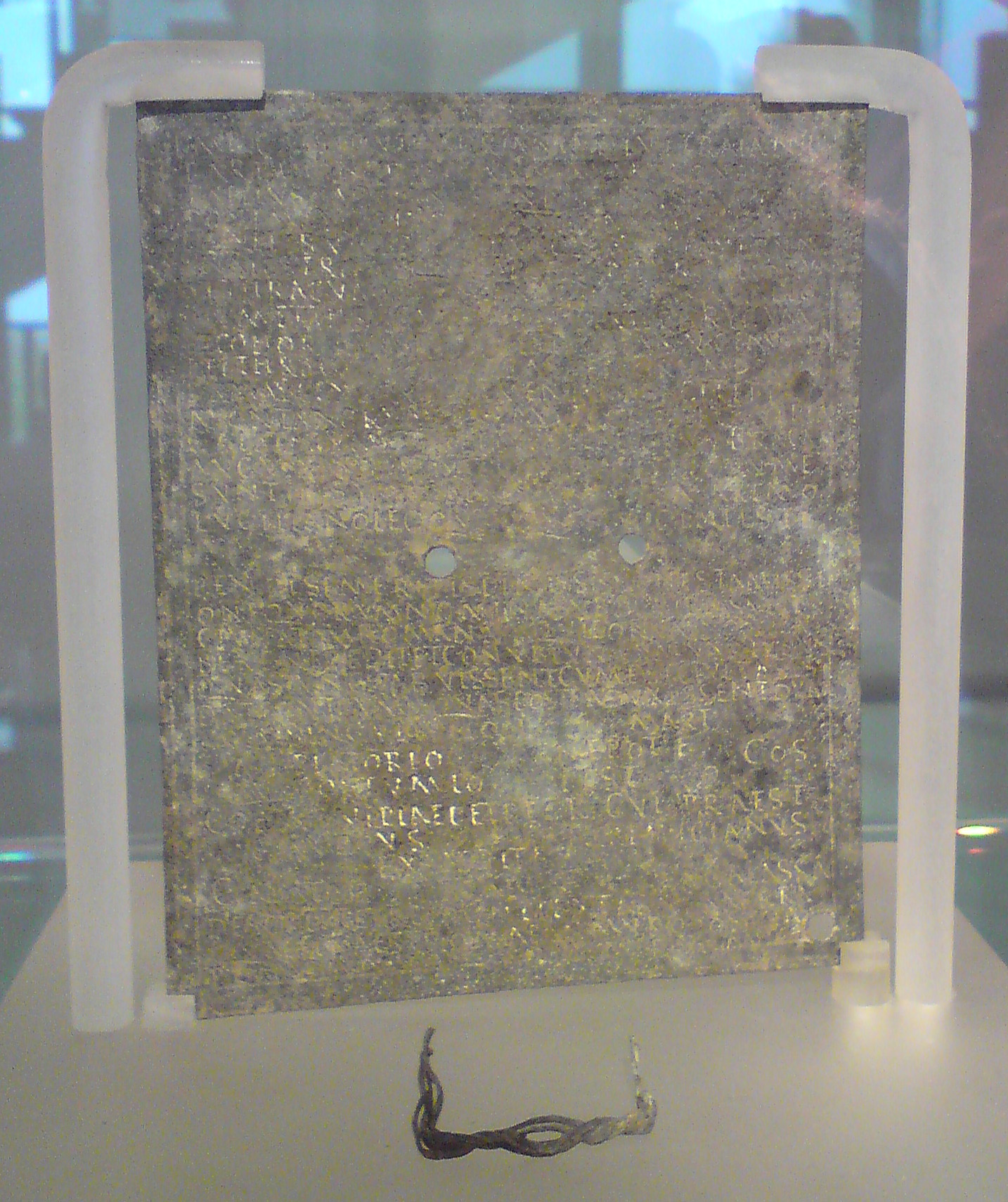
Ein Diplom von 160

Die Cohors II Ulpia Galatarum (deutsch 2. Kohorte die Ulpische der Galater) war eine römische Auxiliareinheit. Sie ist durch Militärdiplome belegt.

## Namensbestandteile
- Cohors: Die Kohorte war eine Infanterieeinheit der Auxiliartruppen in der römischen Armee.

- II: Die römische Zahl steht für die Ordnungszahl die zweite (lateinisch secunda). Daher wird der Name dieser Militäreinheit als Cohors secunda .. ausgesprochen.

- Ulpia: die Ulpische. Die Ehrenbezeichnung bezieht sich auf Kaiser Trajan, dessen vollständiger Name Marcus Ulpius Traianus lautet.

- Galatarum: der Galater. Die Soldaten der Kohorte wurden bei Aufstellung der Einheit aus dem Volk der Galater auf dem Gebiet der römischen Provinz Galatia rekrutiert.

Da es keine Hinweise auf die Namenszusätze milliaria (1000 Mann) und equitata (teilberitten) gibt, ist davon auszugehen, dass es sich um eine Cohors (quingenaria) peditata, eine reine Infanterie-Kohorte, handelt. Die Sollstärke der Einheit lag bei 480 Mann, bestehend aus 6 Centurien mit jeweils 80 Mann.

## Geschichte
Die Kohorte war in der Provinz Syria Palaestina stationiert. Sie ist auf Militärdiplomen für die Jahre 136/137 bis 186 n. Chr. aufgeführt.
Vermutlich wurde die Kohorte zusammen mit der Cohors I Ulpia Galatarum und weiteren Einheiten von Trajan um 112/113 n. Chr. während der Vorbereitung für seinen Partherkrieg aufgestellt. Der erste Nachweis der Einheit in Syria Palaestina beruht auf einem Diplom, das auf 136/137 datiert ist. In dem Diplom wird die Kohorte als Teil der Truppen (siehe Römische Streitkräfte in Syria Palaestina) aufgeführt, die in der Provinz stationiert waren. Weitere Diplome, die auf 139 bis 186 datiert sind, belegen die Einheit in derselben Provinz.

## Standorte
Standorte der Kohorte sind nicht bekannt.

## Angehörige der Kohorte
Folgende Angehörige der Kohorte sind bekannt:
- Gaius, ein Fußsoldat: das Diplom von 139 wurde für ihn ausgestellt.
- Quintus Flavius Amatianus: er wird auf dem Diplom von 139 als Kommandeur der Kohorte genannt.